# 一场盛大的婚礼
《一场盛大的婚礼》是俄国著名画家康斯坦丁·马科夫斯基的一幅油画，绘于1883年。这幅画描绘一场俄国贵族婚宴，新郎和新娘将亲吻对方。 而年长侍者鼓励新娘亲吻新郎。这幅作品于1885年在比利时安特卫普举行的世界博览会上获得金奖，被认为是马可夫斯基最受欢迎的作品之一。 现藏于美国华盛顿的希尔伍德博物馆。

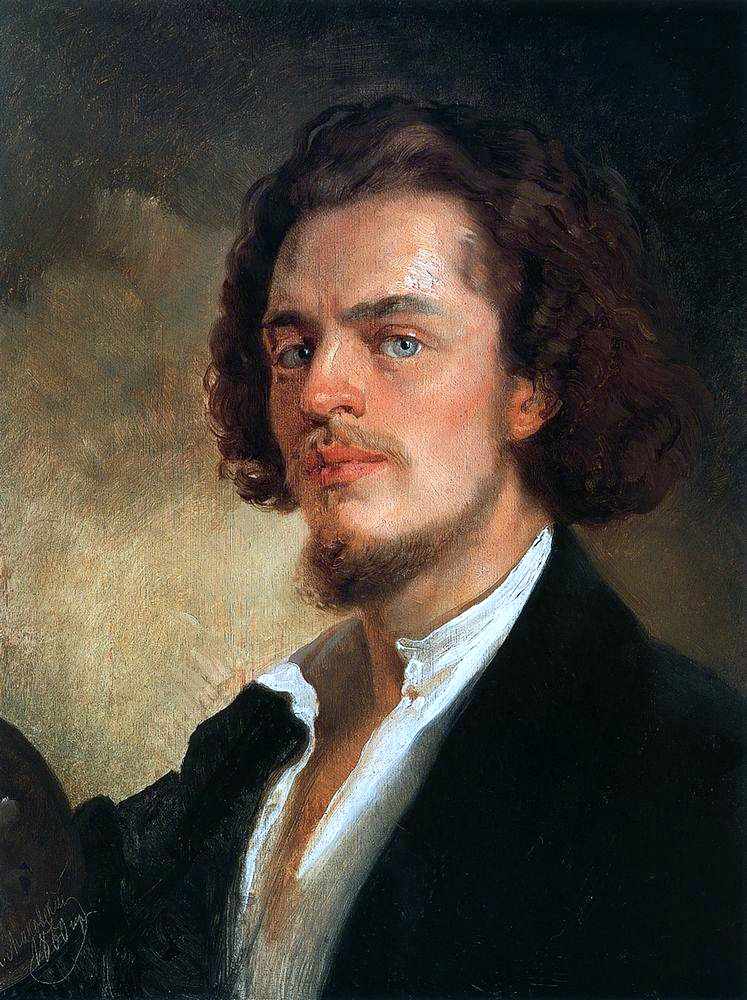
画家自画像 (1856)

这幅油画尺寸为93英寸 × 154英寸（240 cm × 390 cm），场景设定为16世纪 或17世纪， 画作描绘在婚礼后的婚宴上，客人为新婚夫妇祝酒，按照传统，要鼓励新人接吻，使酒更甜。 新婚夫妇站在桌子的顶端（右侧），新郎将新娘介绍给婚礼宾客， 并揭开她的面纱。 男人们鼓励新人亲吻时，新娘显得胆小害羞， 站在新人身后的一位年长亲属会按传统习俗，轻轻地催促新娘。客人们面前餐桌上，摆放银质餐具，盛装食物和饮料。一只烤天鹅被放在一个大盘子里，是这对夫妇回到卧室前的最后一道菜。描绘了奢华的细节，如银杯、华丽的刺绣服装和前景中的银碗。新娘和其他女人都戴着缀有珍珠的俄罗斯女人的头饰。

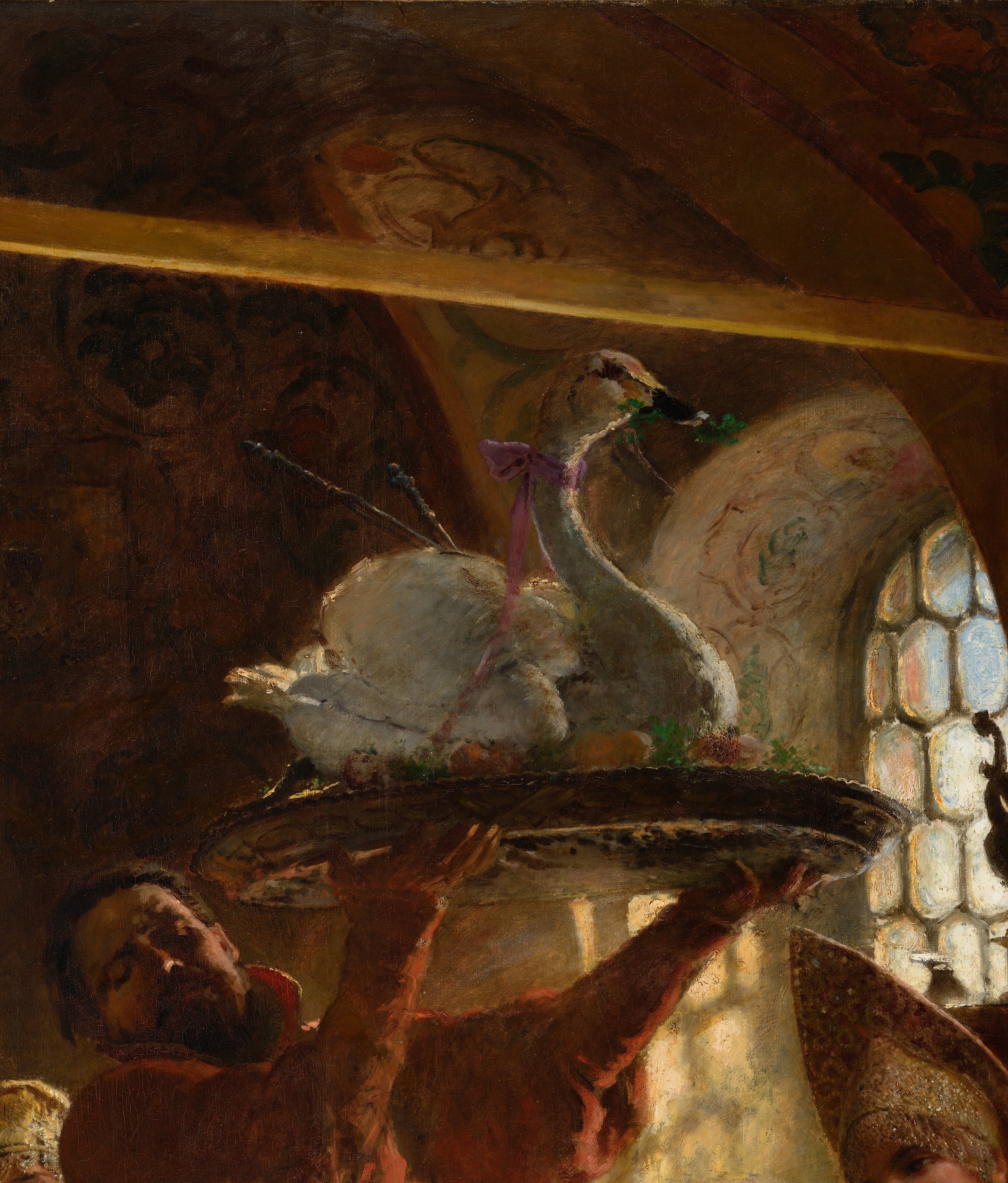

.